# Meinolf Amekudzi
Meinolf Amekudzi (geb. Meinolf Schneider) ist ein deutscher Programmierer.
Er entwickelte die Atari-ST-Spiele Esprit, Spacola (Variante von Asteroids, auch Elemente von Spacewar!) und BOLO (Variante von Breakout) sowie die Oxyd-Spielereihe (Variante von Memory). Später wurde Oxyd auch auf den PC portiert.
Außerdem entwickelte er verschiedene Spaß-Programme, die der Zeitschrift TOS-Magazin beigelegt wurden.
Sein Unternehmen trägt den Namen Dongleware Verlags GmbH (zum Namen siehe auch bei Dongle). Die Firma existiert seit 1992 und entwickelt Web-Applikationen und Multimedia-Anwendungen. Später lag der Schwerpunkt in der Entwicklung von Smartphone-Anwendungen für iOS. Ende 2023 wurde für das Unternehmen das Insolvenzverfahren eröffnet.